# 比尼巴扎爾烏帕齊拉
比尼巴扎爾乌帕齐拉是孟加拉国錫爾赫特縣的一个乌帕齐拉，位於錫爾赫特专区的錫爾赫特縣。。

## 人口
據1991年孟加拉國人口普查，比尼巴扎爾共有戶數27,089戶，人口181547人。其中男性佔比49.50%，女性佔比50.50%；成年人口89,317人。該地7歲以上人口之平均識字率為43.4%。